# Will Daly
William Daly (ur. 2 sierpnia 1983 w Vail, Kolorado) – amerykański wioślarz, reprezentant Stanów Zjednoczonych w wioślarskiej czwórce bez sternika wagi lekkiej podczas Letnich Igrzysk Olimpijskich w Pekinie.

## Osiągnięcia
- Mistrzostwa Świata – Monachium 2007 – ósemka wagi lekkiej – 5. miejsce[1].
- Igrzyska Olimpijskie – Pekin 2008 – czwórka bez sternika wagi lekkiej – 11. miejsce[2].
- Mistrzostwa Świata – Linz 2008 – ósemka wagi lekkiej – 1. miejsce[3].
- Mistrzostwa Świata – Poznań 2009 – czwórka bez sternika wagi lekkiej – 12. miejsce[3].